# بوبي ويب
بوبي ويب (بالإنجليزية: Bobby Webb)‏ (29 نوفمبر 1933 في المملكة المتحدة - ) هو لاعب كرة قدم بريطاني في مركز مهاجم داخلي. لعب مع برادفورد سيتي وليدز يونايتد ونادي توركي يونايتد ونادي والسول.